# Homoranthus homoranthoides
Homoranthus homoranthoides är en myrtenväxtart som först beskrevs av Ferdinand von Mueller, och fick sitt nu gällande namn av Lyndley Alan Craven och S.R.Jones. Homoranthus homoranthoides ingår i släktet Homoranthus och familjen myrtenväxter. Inga underarter finns listade i Catalogue of Life.